# Summerside (Ohio)
Summerside – jednostka osadnicza w Stanach Zjednoczonych, w stanie Ohio, w hrabstwie Clermont.